# سابينو بيلباو
سابينو بلباو ليبانو (11 ديسمبر 1897 - 20 يناير 1983 )، والمعروف باسم سابينو، كان لاعب كرة قدم إسباني، لعب في مركز خط الوسط.

## وصلات خارجية
- سابينو بيلباو على موقع الاتحاد الدولي (مؤرشف)  (الإنجليزية)
- سابينو بيلباو على موقع قاعدة بيانات كرة القدم.إي يو (الإنجليزية)
- سابينو بيلباو على موقع ناشيونال فوتبول تيمز (الإنجليزية)
- سابينو بيلباو على موقع أوليمبيديا (الإنجليزية)

- Database Olympics profile